# Metanogénesis
La metanogénesis es la formación de metano por parte de los seres vivos. Es una forma de metabolismo microbiano muy importante y extendida. En la mayoría de los entornos, es el paso final de la descomposición de la biomasa. Recientemente se ha demostrado que el tejido de las hojas de las plantas vivas emite metano. Aunque el mecanismo por el que ocurre esta producción de metano es, hasta ahora, desconocido, las implicaciones son grandes; es un ejemplo de metanogénesis en organismos no microbianos, supuestamente en condiciones aeróbicas. Como no se sabe mucho acerca de los caminos que emplean las plantas para producir metano, el resto de este artículo se centra en la producción de metano por los microbios llamados metanógenos, que es bien conocido.

## Bioquímica de la metanogénesis

### Producción de metano por reducción del CO2
La metanogénesis por reducción del CO2 es una forma de respiración anaeróbica. Los metanógenos no utilizan el oxígeno para respirar; de hecho, el oxígeno inhibe el crecimiento de los metanógenos. El aceptor de electrones terminal en la metanogénesis no es el oxígeno, sino el carbono. El carbono puede aparecer en un pequeño número de compuestos orgánicos con poco peso molecular. Los dos caminos mejor descritos implican la utilización de dióxido de carbono y acetato como aceptores terminales de electrones:

### Producción de metano a partir de moléculas orgánicas
Las arqueas metanógenas pueden producir también metano a partir de sustratos orgánicos sencillos como el ácido acético, el formiato, el metanol, la metilamina, el sulfuro de dimetilo y el metanotiol. Mediante 14C se ha demostrado que el metano se origina exclusivamente a partir del carbono metílico del ácido acético:
Por tanto, estas arqueas pueden producir metano a partir de formas parcialmente reducidas de carbono contenido en compuestos orgánicos, reacciones que pueden considerarse como verdaderas fermentaciones.
La bioquímica de la metanogénesis es relativamente compleja e implica a las siguientes coenzimas y cofactores: F430, coenzima B, coenzima M, metanofurano y metanopterina.

## Ocurrencia de la metanogénesis
Los organismos capaces de realizar la metanogénensis se llaman metanógenos. Los microbios que realizan la metanogénesis no tienen núcleo ni orgánulos separados por membranas (es decir, son procariotas). Los metanógenos son un grupo muy antiguo de organismos, miembros de las arqueas (o arqueobacterias).
Los metanógenos son anaerobios estrictos (mueren en presencia de oxígeno), por lo que sólo se encuentran en entornos en los que el oxígeno es reducido. Sobre todo son entornos que experimentan una descomposición de materia orgánica, como terrenos pantanosos, el tracto digestivo de los animales y sedimentos acuáticos. La metanogénesis también se da en zonas donde no hay presencia de oxígeno ni descomposición de materia orgánica, como el subsuelo profundo terrestre, las fuentes hidrotermales de las profundidades marinas y las reservas de petróleo.

## Importancia en el ciclo del carbono
La metanogénesis es el paso final en la descomposición de la materia orgánica en condiciones anaeróbicas. Durante el proceso de descomposición, aceptores de electrones (como el oxígeno, hierro, sulfato, nitrato y manganeso) se reducen, mientras que se acumulan hidrógeno (H2) y dióxido de carbono. También se acumulan compuestos orgánicos ligeros por fermentación. Durante las fases avanzadas de la descomposición orgánica, todos los aceptores de electrones quedan reducidos excepto el dióxido de carbono. El dióxido de carbono es un producto de la mayoría de los procesos catabólicos, por lo que no se reduce como otros aceptores de electrones potenciales.
Solo la metanogénesis y la fermentación pueden darse en ausencia de aceptores de electrones distintos al carbono. La fermentación sólo permite la ruptura de compuestos orgánicos más grandes y produce compuestos orgánicos pequeños. La metanogénesis elimina con efectividad los productos casi finales de la descomposición: el hidrógeno, los compuestos orgánicos pequeños y el dióxido de carbono. Sin la metanogénesis se acumularía una gran cantidad de carbono (en forma de productos de la fermentación) en los ambientes anaeróbicos.
La metanogénesis es útil para la humanidad. Mediante ella, los residuos orgánicos se pueden convertir en el útil biogás metano. La metanogénesis se da en el intestino de muchos animales. Aunque se piensa que la metanogénesis no es esencial para la digestión humana, es necesaria en la nutrición de los animales rumiantes, como las vacas y las cabras. En el rumen, organismos anaeróbicos (incluyendo metanógenos) digieren la celulosa en formas utilizables por el animal. Sin los microbios del rumen, las vacas no podrían sobrevivir sin ser alimentadas con una dieta especial.
Algunos humanos producen flatulencias que contienen metano. En un estudio de las heces en nueve adultos, solo cinco contenían microorganismos metanógenos. Se obtienen resultados similares tomando muestras de gas del recto. La proporción de metano en las flatulencias humanas oscila entre el 0% - 10%.

## Metanogénesis inversa
Los metanógenos también pueden utilizar el metano como sustrato en conjunción con la reducción del sulfato y el nitrato.